# Kanopa

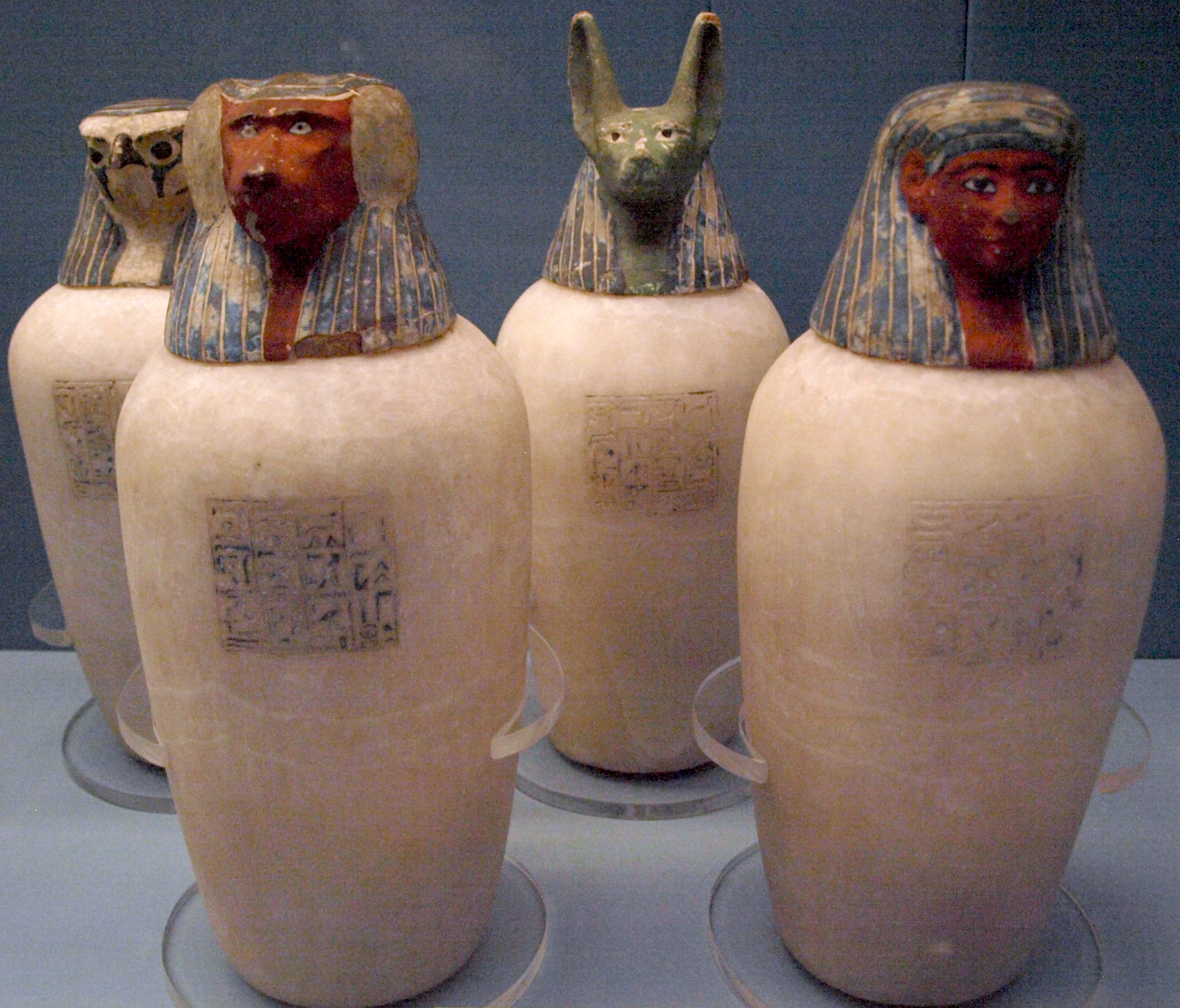
Soubor kanop s víky v podobě pohřebních bohů

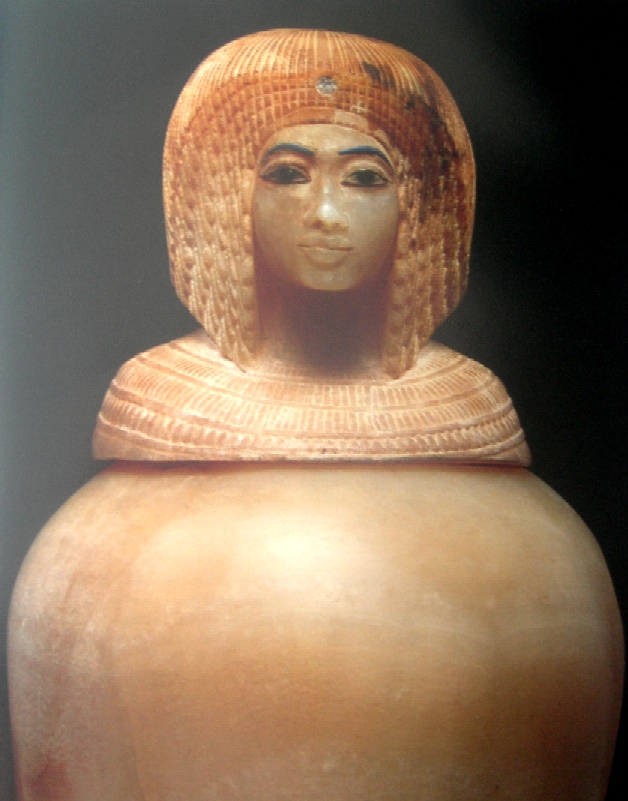
Víko kanopy s předpokládanou podobou Kiji, vedlejší manželky Achnatona

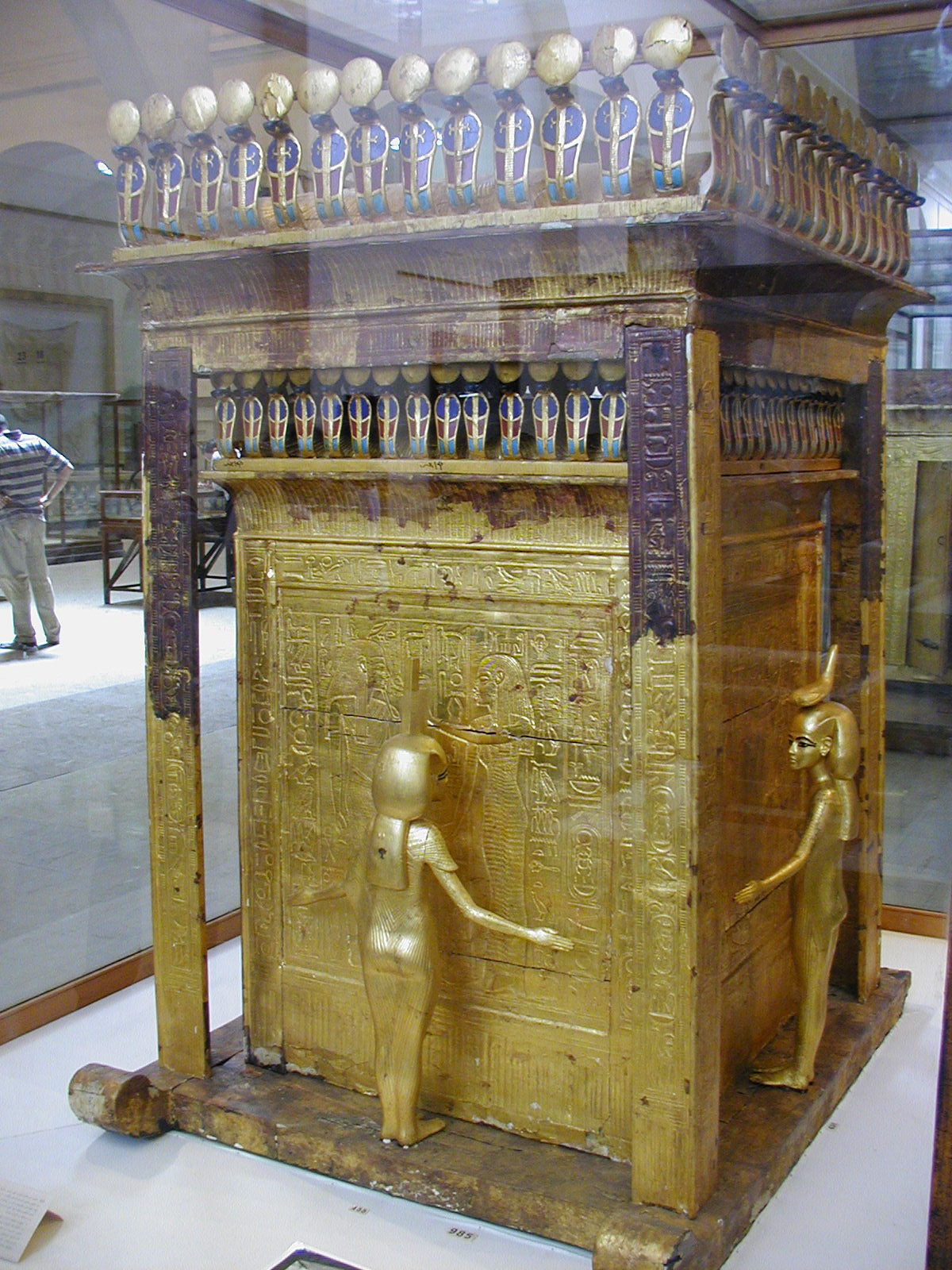
Tutanchamonova vnější kanopická schrána chráněná bohyněmi

Kanopa je označení jedné ze sady čtyř nádob, které ve starověkém Egyptě sloužily k uložení vnitřních orgánů vyjímaných z těla zemřelého při mumifikaci. Název byl v novověku odvozen od jména města Kanóbu evropskými starožitníky, kteří chybně zaměňovali kanopy s místní podobou boha Usira, uctívaného zde od ptolemaiovské doby v podobě baňaté vázy s lidskou hlavou.
Kanopy jsou doloženy nejdříve od konce 4. dynastie, běžně se vyskytují od období 5. dynastie. Nejstarší známý doklad ukládání vyjímaných vnitřních orgánů do zvláštní nádoby (nikoli ještě později typického tvaru) pochází z pyramidového komplexu panovníka Chufua v Gíze: na dně šachty před východní stranou jeho pyramidy byly nalezeny součásti pohřební výbavy Chufuovy matky královny Hetepheres I., mezi nimi ve výklenku v západní stěně i alabastrová skříňka příčkami rozdělená do čtyř přihrádek s uloženými vnitřnostmi. Doposud nejstarší známý exemplář jednotlivé nádoby byl nalezen ve vedlejší pyramidě Radžedefova pyramidového komplexu v Abú Rawáši, nejstarší známý soubor kanop patřil královně Meresanch III.
Kanopy byly zhotovovány z vápence, alabastru, fajánse, keramiky, později i z bronzu. Původně byly kryty plochým víkem zpravidla ze stejného materiálu (někdy ovšem i dřevěným), od závěru První přechodné doby mívalo víko podobu lidské hlavy, která snad měla představovat zemřelého; v Nové říši je na tomto typu uzávěrů patrní snaha o portrét. Od konce 18. dynastie dostávalo víko každé z kanop často podobu jednoho ze čtyř pohřebních bohů – tzv. synů Horových, kteří jsou pokládáni za ochránce v kanopách uložených orgánů:
- Duamutef – žaludek
- Hapi – plíce
- Imset – játra
- Kebehsenuf – střeva

Za jejich ochránkyně ovšem současně byly pokládány čtyři bohyně (ve stejném pořadí): Neit, Nebthet, Eset a Selket.
Od 12. dynastie bývaly kanopy ukládány do zvláštní kanopické schrány (někdy složené z vícenásobných do sebe vložených schrán) v podobě zmenšené rakve (později různých tvarů, např. model naa) a takto podle prostorových možností umísťovány ve východním výklenku pohřební komory. Od doby 21. dynastie, kdy dochází ke zdokonalení techniky mumifikace, nebyly vnitřnosti zemřelého ukládány do kanop, ale po provedení mumifikace vkládány v balíčcích zpět do těla nebo mezi obě stehna a na ně byly položeny voskové figurky Horových synů. Kanopy, které ovšem zůstaly nadále součástí pohřební výbavy, zůstávaly buď prázdné nebo vůbec nebyly zhotovovány jako duté. K občasnému oživení jejich funkce došlo v období 26. dynastie za tzv. sajské renesance.